# Czynnik Pogsona
Czynnik Pogsona – wielkość określająca stosunek oświetleń pochodzących od gwiazd, których wartości jasności obserwowanych różnią się o jedną wielkość gwiazdową (magnitudo).
Gdy jasność obserwowana dwóch gwiazd różni się o 5 wielkości magnitudo, to wtedy natężenie oświetlenia pochodzącego od jaśniejszej gwiazdy jest 100 razy większe od oświetlenia pochodzącego od gwiazdy słabszej (prawo Pogsona). Stąd też czynnik Pogsona to pierwiastek 5. stopnia z liczby 100:
{\displaystyle {\sqrt[{5}]{100}}\approx 2{,}51188643150958.}
Uogólniając, dla dwóch obiektów 1 i 2, zachodzi następująca zależność, zwana wzorem Pogsona:
{\displaystyle m_{2}-m_{1}=-2{,}5\log _{10}\left({\frac {I_{2}}{I_{1}}}\right),}
gdzie:
- {\displaystyle m_{1},} {\displaystyle m_{2}} – jasności obserwowane porównywanych obiektów w skali magnitudo [mag], czyli ich obserwowane wielkości gwiazdowe,
- {\displaystyle I_{1},} {\displaystyle I_{2}} – jasności obserwowane porównywanych obiektów w skali oświetlenia [lx].

Prawidłowość ta została zaobserwowana w 1856 r. przez Normana Pogsona i pozwoliła na uściślenie ówcześnie używanego systemu klasyfikacji blasku. Pogson jako punkt odniesienia swojej skali użył Gwiazdy Polarnej i przypisał jej wielkość {\displaystyle 2^{m}.} Od tego czasu okazało się, że jest to gwiazda zmienna, jednak zasada pozostała niezmieniona.